# NGC 2906
NGC 2906 је спирална галаксија у сазвежђу Лав која се налази на NGC листи објеката дубоког неба.
Деклинација објекта је + 8° 26' 32" а ректасцензија 9h 32m 6,2s. Привидна величина (магнитуда) објекта NGC 2906 износи 12,5 а фотографска магнитуда 13,2. NGC 2906 је још познат и под ознакама UGC 5081, MCG 2-25-1, CGCG 63-1, IRAS 09294+0839, PGC 27074.